# Forster Károly
Forster Károly Sándor (Paks, 1810. június 14. – Paks, 1879. június 26.) ügyvéd, császári és király biztos, Tolna vármegye megyefőnöke.

## Élete
Édesapja Forster János, édesanyja bonyhádi Perczel Zsófia (1790-1864) volt.
Haynau azonban az uralkodó döntését be sem várva már 1849. szeptember 25-én a Győr, Fejér, Tolna és Veszprém vármegyékből alakított fehérvári kerület főbiztosává Dőry Gábort nevezte ki, aki Windischgrátz kormányzatának az idejében már mint kir. biztos működött Tolna megyében. Ettől az időponttól kezdve Augusz Antal volt Tolna vármegye kormánybiztos megyefőnöke. A fehérvári kerületet azonban Haynau rendeletére Október végén hamarosan átszervezték. Zala megyét a fehérvári kerülethez csatolták, viszont onnan Tolna megyét kiemelve Baranya—Somogy és Tolna megyékből önálló tolnai polgári közigazgatási kerületet szerveztek, amelynek kerületi főispánjává Haynau október 26-án Augusz Antalt, Tolna megyefőnökét nevezte ki. Helyébe ugyanakkor Tolna megyébe Forster Károlyt tette meg a megye kormánybiztos-főnökévé.
Pakson tevékenykedett ügyvédként, nyomtatásban a következő munkái jelentek meg:

## Művei
- Politikai eszmetöredékek levelekben. Pest, 1873.
- A magyar hazája régente és most. Bpest, 1874.
- Őszinte hangok a magányból. Bpest, 1874.
- Szózat a magyar nemzethez. Bpest, 1874.
- Jog, politika és bölcsészet. Bpest, 1874. Két kötet. Első rész